# Пайк (округ, Джорджія)
Шаблон:StateAbbr_ 33°05′ пн. ш. 84°23′ зх. д. / 33.09° пн. ш. 84.39° зх. д.
Округ Пайк (англ. Pike County) — округ (графство) у штаті Джорджія, США. Ідентифікатор округу 13231.

## Історія
Округ утворений 1822 року.

## Демографія
За даними перепису
2000 року
загальне населення округу становило 13688 осіб, усе сільське.
Серед мешканців округу чоловіків було 6850, а жінок — 6838. В окрузі було 4755 домогосподарств, 3785 родин, які мешкали в 5068 будинках.
Середній розмір родини становив 3,18.
Віковий розподіл населення поданий у таблиці:
| Стать    | До 15 років | 15-21 | 22-29 | 30-39 | 40-49 | 50-65 | 65-85 | Понад 85 |
| -------- | ----------- | ----- | ----- | ----- | ----- | ----- | ----- | -------- |
| Чоловіки | 1623        | 709   | 607   | 1144  | 1028  | 1110  | 588   | 41       |
| Жінки    | 1529        | 593   | 612   | 1067  | 1067  | 1111  | 759   | 100      |

## Суміжні округи
- Сполдінг — північ
- Ламар — схід
- Апсон — південь
- Мерівезер — захід

## Виноски
1. ↑  U.S. Decennial Census. United States Census Bureau. Архів оригіналу за 4 квітня 2018. Процитовано 25 червня 2014.
2. ↑  Historical Census Browser. University of Virginia Library. Архів оригіналу за 11 серпня 2012. Процитовано 25 червня 2014.
3. ↑  Population of Counties by Decennial Census: 1900 to 1990. United States Census Bureau. Архів оригіналу за 2 лютого 2019. Процитовано 25 червня 2014.
4. ↑  Census 2000 PHC-T-4. Ranking Tables for Counties: 1990 and 2000 (PDF). United States Census Bureau. Архів оригіналу (PDF) за 18 грудня 2014. Процитовано 25 червня 2014.
5. ↑  State & County QuickFacts. United States Census Bureau. Архів оригіналу за 7 червня 2011. Процитовано 18 лютого 2014.(англ.) Наведено за англійською вікіпедією.
6. ↑  American FactFinder. Бюро перепису населення США. Архів оригіналу за 26 лютого 2012. Процитовано 31 січня 2008.

| США | Це незавершена стаття з географії США. Ви можете допомогти проєкту, виправивши або дописавши її. |